# Liebe und Trompetenblasen (1925)
Liebe und Trompetenblasen ist ein deutscher Militär- und Liebeslustspiel-Stummfilm aus dem Jahre 1925 von Richard Eichberg mit Lilian Harvey, Harry Liedtke und Mary Kid in den Hauptrollen.

## Handlung
Wien in der „guten, alten Zeit“. Der schmucke Rittmeister Ottokar, Reichsgraf von Eppenstein kompromittiert die hübsche, junge Komtesse Maria Charlotte und wird daraufhin von Erzherzog Leopold dazu genötigt, die Ehre der jungen Dame wieder herzustellen und sie zu heiraten. Widerwillig lässt Ottokar, ein Mann von Ehre, sich auf diese Forderung ein, auch wenn er das etwas unbedarft erscheinende Mädchen nicht liebt. Da er die Eheschließung lediglich als gesellschaftliches Arrangement betrachtet, sieht sich der Rittmeister außerstande, auch noch die Hochzeitsnacht mit der angetrauten Komtesse zu verbringen, und geht daher lieber zu seiner Geliebten Josefa von Pokorny. Nur dumm, dass ausgerechnet der Erzherzog, der ihn bereits in diese ungewollte Ehe gedrängt hatte, selbst ein Auge auf Frau Josefa geworfen hat!
Als die Eskapaden Rittmeister Ottokars publik zu werden drohen, versetzt man ihn kurzerhand in ein kleines Garnisonsstädtchen. Junggattin Maria Charlotte benimmt sich standeskonform und wird ihrem Luftikus-Ehemann in die „Verbannung“ folgen. Der Garnisonskommandeur Major Frosch von Fröschen wird dazu verdonnert, darauf zu achten, dass sich der Reichsgraf fortan wie ein liebevoller, treuer Ehemann verhält. Josefa von Pokorny will sich jedoch nicht einfach so abschieben lassen und reist ebenfalls, noch vor Maria, zur Garnison, um sich dort zukünftig als Stubenmädchen bei der Komtesse zu verdingen. Major Frosch, nicht sonderlich hell im Kopf, hält Frau von Pokorny zunächst für des Rittmeisters Eheweib, während er in der etwas später eintreffenden Maria Charlotte das Stubenmädchen vor sich zu haben glaubt. Dadurch entsteht ein großes Durcheinander, das erst zuletzt, nachdem der Erzherzog eingetroffen ist, entwirrt werden kann.

## Produktionsnotizen
Lilian Harvey spielte in Liebe und Trompetenblasen ihre erste alleinige Hauptrolle. Der Film passierte am 14. August 1925 die Zensur und wurde noch am selben Tag am UFA-Theater am Kurfürstendamm uraufgeführt. Der mit Jugendverbot belegte Sechsakter besaß eine Länge von 2180 Metern.
Die Filmbauten gestaltete Kurt Richter.
- Aufführung:

„Liebe und Trompetenblasen“ lief am 17.09.25 im Prinzess-Theater (auch Prinzeß-Lichtspiele) in Dresden, Prager Straße 52 am Dresdner Hauptbahnhof.

## Kritik
Der Film-Bote befand: „Das Lustspiel ist vortrefflich gebaut und enthält eine Reihe überaus lustiger Szenen. Die Darstellung ist vorzüglich.“